# Majoie Hajary

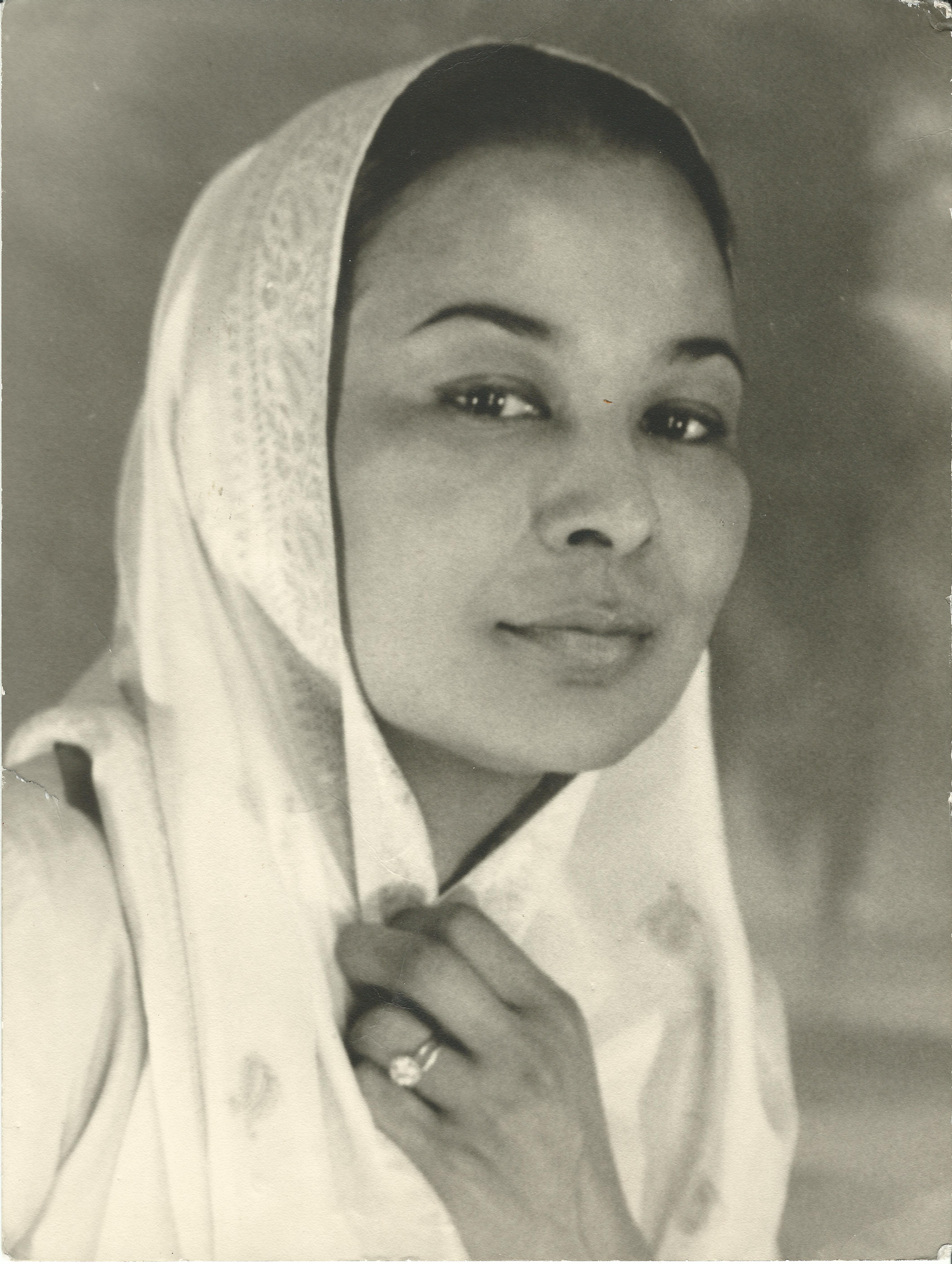
Majoie Hajary in 1951

Marie Majoie Hajary (Paramaribo, 16 augustus 1921 – Neuilly-sur-Seine, 25 augustus 2017) was een Surinaamse componiste en pianiste van eigentijdse klassieke muziek.

## Levensloop
Majoie Hajary (roepnaam in haar jeugd Rieke) werd in 1921 in Paramaribo geboren als oudste van drie dochters in een gegoede Surinaamse familie. Haar vader Harry Najaralie Hajary (1892-1959), een prominent ambtenaar van de Nederlandse kolonie, was Hindoestaans en haar moeder Wilhelmina Tjong Ayong (1896-1976) was van Creoolse en Chinese komaf. Majoie kreeg muzikale vorming van de nonnen van het klooster in de Gravenstraat. Ze volgde een achtjarige mulo-opleiding aan de Hendrikschool.
Voor haar vervolgopleiding ging ze naar Nederland. In 1937 deed de toen vijftienjarige Majoie toelatingsexamen bij het Amsterdamsch Conservatorium. Ze studeerde piano bij Nelly Wagenaar en compositie bij Hendrik Andriessen. In 1941 kwam het boekje Zonnestraaltjes van Margot Vos uit, waarvoor Majoie de muziek componeerde en de illustraties tekende. Ze studeerde in juni 1942 volgens de kranten cum laude af als uitvoerend pianiste. In 1943 maakte ze furore met haar compositie Hindoustani fantaisie voor piano en orkest, die onder andere in 1944 door het Concertgebouworkest werd uitgevoerd.
In de Tweede Wereldoorlog meldde Majoie zich aan bij de Nederlandsche Kultuurkamer en gaf concerten door heel Nederland. Ook ging ze op tournee door Duitsland en de bezette gebieden, waaronder Oostenrijk. In 1947 verhuisde ze naar Caracas en ging concerten geven in Midden- en Zuid-Amerika. Ook bezocht ze regelmatig haar geboorteland Suriname.
In 1949-1950 ging ze compositie studeren bij Louis Aubert en later bij Nadia Boulanger in Parijs.
In 1951 trouwde Majoie in de Notre-Dame-de-Grâce de Passy in Parijs met Roland Garros (1924-1983), neef van luchtvaartpionier Roland Garros. Ze kregen twee kinderen. De familie verhuisde vaak, omdat Roland directeur was van verschillende buitenlandse vestigingen van Air France. Ze woonden in Madagaskar, [Congo-Brazzaville], Tokio, Algerije en Istanboel. Ook reisde ze regelmatig naar India. Majoie trad overal op en gaf op verschillende plaatsen ook les.
Majoie bestudeerde in India de Raga's en schreef ze ook zelf, waaronder New Sound From India (1967), Requiem pour Mahatma Gandhi (1968) en Chants du Gita Govinda (1974). In die composities combineerde ze Indiase en westerse instrumenten. In de jaren zestig componeerde ze Da Pinawiekie, een oratorium over het lijden van Christus. De tekst was gebaseerd op de Surinaamse bijbel van haar grootmoeder. Het oratorium werd in de paasweek van 1974 uitgevoerd in verschillende grote kerkgebouwen van Paramaribo. In 2025 werd een deel ervan uitgevoerd in de Kathedrale Basiliek van Paramaribo.
Ter aanvulling van haar inkomsten gaf Majoie les en deed vertaalwerk. Ze leverde de eerste literaire vertaling van de Max Havelaar in het Frans. Ze schreef pianoleerboeken en tv-scripts en bleef zich tot op hoge leeftijd bezig houden met muziek.
Op 25 augustus 2017 overleed ze op 96-jarige leeftijd thuis in haar eigen bed. Ze werd in Frankrijk begraven.
Postuum
Majoie Hajary was ervan overtuigd dat haar werk pas na haar dood bekendheid zou krijgen. Daarin kreeg ze gelijk. De belangstelling groeit en postuum wordt werk van haar uitgevoerd. Ook verschenen een website en een biografie. 
In februari 2025 werd een straat in Amsterdam naar haar vernoemd, de Majoie Hajarystraat in de componistenbuurt van de Zuidas. Ongeveer tegelijkertijd kregen de vrouwelijke componisten Florence Price (hof), Fanny Mendelssohn (straat), Hildegard von Bingen (straat), Jaddanbai (kade) en Margaret Bonds (hof) een vernoeming in dezelfde buurt.